# Европско првенство у атлетици у дворани 1971 — 60 метара за мушкарце
Такмичење у дисциплини трка на 60 метара у мушкој конкуренцији на другом Европском првенству у атлетици у дворани 1971. одржано је у Фестивалској дворани у Софији 13. марта. 
Титулу европског првака освојену на Европском првенству у дворани 1970. у Бечу одбранио је Валериј Борзов из Совјетског Савеза.

## Земље учеснице
Учествовало је 16 спринтера из 12 земаља.
1. Аустрија 2
2. Белгија 1
3. Бугарска 1
4. Грчка 1
5. Западна Немачка 2
6. Источна Немачка 1
7. Пољска 1
8. Совјетски Савез 3
9. Уједињено Краљевство 1
10. Француска 1
11. Чехословачка 1
12. Шпанија 1

## Рекорди
| Рекорди пре почетка Европског првенства у дворани 1971. | Рекорди пре почетка Европског првенства у дворани 1971. | Рекорди пре почетка Европског првенства у дворани 1971. | Рекорди пре почетка Европског првенства у дворани 1971. | Рекорди пре почетка Европског првенства у дворани 1971. | Рекорди пре почетка Европског првенства у дворани 1971. |
| ------------------------------------------------------- | ------------------------------------------------------- | ------------------------------------------------------- | ------------------------------------------------------- | ------------------------------------------------------- | ------------------------------------------------------- |
| Светски рекорд                                          | Фјодор Панкратов                                        | СССР                                                    | 6,4                                                     | Кијев, СССР                                             | 17. фебруар 1967.                                       |
| Светски рекорд                                          | Валериј Борзов                                          | СССР                                                    | 6,4                                                     | Кијев, СССР                                             | 22. децамбар 1968                                       |
| Европски рекорд                                         | Фјодор Панкратов                                        | СССР                                                    | 6,4                                                     | Кијев, СССР                                             | 17. фебруар 1967.                                       |
| Европски рекорд                                         | Валериј Борзов                                          | СССР                                                    | 6,4                                                     | Кијев, СССР                                             | 22. децамбар 1968                                       |
| Рекорди европских првенстава                            | Валериј Борзов                                          | СССР                                                    | 6,6                                                     | Беч, Аустрија                                           | 14. март 1970.                                          |
| Рекорди после завршеног Европског првенства 1971.       |                                                         |                                                         |                                                         |                                                         |                                                         |
| Рекорди европских првенстава                            | Валериј Борзов                                          | СССР                                                    | =6,6                                                    | Софија, Бугарска                                        | 13. март 1971.                                          |

## Освајачи медаља
|                                    |                               |                                   |
| Валериј Борзов 6,6 Совјетски Савез | Јобс Хирш 6,7 Западна Немачка | Манфред Кокот 6,7 Источна Немачка |

## Резултати
Иако су такмичења у овој дисциплини одржана у три нивоа: квалификације, полуфинале и финале, одржало се истог дана 13. марта. 

### Квалификације
У квалификацијама такмичари су били подељени у три групе: прву са пет и друга са 5 и трећа са 6 такмичара. У полуфинале су се квалификовала по четворица првопласираних из све три групе (КВ). 
| Позиција | Група | Атлетичар                | Земља                | Време | Белешка |
| -------- | ----- | ------------------------ | -------------------- | ----- | ------- |
| 1.       | 2     | Манфред Кокот            | Источна Немачка      | 6,8   | КВ      |
| 2.       | 2     | Јобст Хирш               | Западна Немачка      | 6,8   | КВ      |
| 3.       | 1     | Валериј Борзов           | Совјетски Савез      | 6,8   | КВ      |
| 4.       | 1     | Василиос Папагеоргопулос | Грчка                | 6,8   | КВ      |
| 5.       | 1     | Зенон Новош              | Пољска               | 6,8   | КВ      |
| 6.       | 1     | Ален Сартер              | Француска            | 6,9   | КВ      |
| 7.       | 1     | Георг Фирш               | Западна Немачка      | 6,8   |         |
| 8.       | 2     | Георги Јовчев            | Бугарска             | 6,8   | КВ      |
| 9.       | 3     | Александр Корнељук       | Совјетски Савез      | 6,8   | КВ      |
| 10.      | 2     | Борис Изместјев          | Совјетски Савез      | 6,9   | КВ      |
| 11.      | 2     | Герт Херунтер            | Аустрија             | 6,9   |         |
| 12.      | 3     | Ромен Роел               | Белгија              | 6,9   | КВ      |
| 13.      | 3     | Бари Кели                | Уједињено Краљевство | 6,9   | КВ      |
| 14.      | 3     | Петр Утекал              | Чехословачка         | 7,0   | КВ      |
| 15.      | 3     | Фернандо Екрива          | Шпанија              | 7,0   |         |
| 16.      | 3     | Георг Регнер             | Аустрија             | 7,1   |         |

### Полуфинале
Полуфиналисти су били подељени у две групе по шест атлетичара, а за шест места у финалу су се пласирала по тројица првпласираних из обе групе (КВ). 
| Позиција | Група | Атлетичар                | Земља                | Време           | Белешка         |
| -------- | ----- | ------------------------ | -------------------- | --------------- | --------------- |
| 1.       | 1     | Манфред Кокот            | Источна Немачка      | 6,7             | КВ              |
| 2.       | 2     | Јобст Хирш               | Западна Немачка      | 6,7             | КВ              |
| 3.       | 2     | Валериј Борзов           | Совјетски Савез      | 6,7             | КВ              |
| 4.       | 1     | Александр Корнељук       | Совјетски Савез      | 6,8             | КВ              |
| 5.       | 1     | Василиос Папагеоргопулос | Грчка                | 6,8             | КВ              |
| 6.       | 1     | Бари Кели                | Уједињено Краљевство | 6,8             |                 |
| 7.       | 1     | Ромен Роел               | Белгија              | 6,8             |                 |
| 8.       | 2     | Борис Изместјев          | Совјетски Савез      | 6,9             | КВ              |
| 9.       | 2     | Зенон Новош              | Пољска               | 6,9             |                 |
| 10.      | 2     | Ален Сартер              | Француска            | 7,0             |                 |
| 11.      | 2     | Петр Утекал              | Чехословачка         | 7,0             |                 |
| 12.      | 1     | Георги Јовчев            | Бугарска             | Дисквалификован | Дисквалификован |

### Финале
| Пласман | Атлетичар                | Земља           | Резултат | Белешка |
| ------- | ------------------------ | --------------- | -------- | ------- |
|         | Валериј Борзов           | Совјетски Савез | 6,6      | =РЕПд   |
|         | Јобст Хирш               | Западна Немачка | 6,7      |         |
|         | Манфред Кокот            | Источна Немачка | 6,8      |         |
| 4.      | Борис Изместјев          | Совјетски Савез | 6,8      |         |
| 5.      | Василиос Папагеоргопулос | Грчка           | 6,8      |         |
| 6.      | Александр Корнељук       | Совјетски Савез | 6,9      |         |

## Укупни биланс медаља у трци на 60 метара за мушкарце после 2. Европског првенства у дворани 1970—1971.
|    | Земља           |   |   |   |   |
| -- | --------------- | - | - | - | - |
| 1. | Совјетски Савез | 2 | 0 | 0 | 2 |
| 2, | Западна Немачка | 0 | 1 | 0 | 1 |
| 3. | Пољска          | 0 | 1 | 0 | 1 |
| 4. | Источна Немачка | 0 | 0 | 1 | 1 |
| 5. | Финска          | 0 | 0 | 1 | 1 |
|    | Укупно {5}      | 2 | 2 | 2 | 6 |

|    | Атлетичар      | Земља           |   |   |   |   |
| -- | -------------- | --------------- | - | - | - | - |
| 1. | Валериј Борзов | Совјетски Савез | 2 | 0 | 0 | 2 |